# Paraplesiops poweri
Paraplesiops poweri és una espècie de peix de la família Plesiopidae i de l'ordre dels perciformes.

## Morfologia
Els mascles poden assolir els 8,3 cm de longitud total.

## Distribució geogràfica
Es troba a Austràlia.